# Блэкуотер (Уэксфорд)
Блэкуотер (англ. Blackwater; ирл. An Abhainn Dubh) — деревня в Ирландии, находится в графстве Уэксфорд (провинция Ленстер) у трассы R742.